# 双模
在抽象代数中，一个双模（bimodule）是一个既为左模也为右模的阿贝尔群，且左右乘法相容。除了自然出现于许多数学领域，双模也扮演着澄清的角色，许多左模与右模之间的关系当将其用双模来表示时变得简单。

## 定义
如果 R 和 S 是两个环，则一个 R-S-双模是一个阿贝尔群 M 使得：
1. M 是一个左 R-模和一个右 S-模；
2. 对所有 r 属于 R，s 属于 S 以及 m 属于 M：

(rm)s = r(ms).
一个 R-R-双模也称为 R-双模。

## 例子
- 对正整数 n 与 m，n × m 实数矩阵集合 Mn,m(R) 是一个 R-S 双模，这里 R 是 n × n 矩阵环 Mn(R)，而 S 是 m × m 矩阵环 Mm(R)。加法与乘法是通常的矩阵加法与矩阵乘法；矩阵的高度与宽度已选定故可以定义乘法。注意到 Mn,m(R) 自己不是一个环（除非 n = m）因为两个 n × m 矩阵相乘没有定义。双模的关键性质 (r x)s = r(x s)，即矩阵乘法服从结合律的陈述。
- 如果 R 是一个环，则 R 自身是一个 R-双模，同样 Rn（R 的 n-重直积）。
- 环 R 的任何双边理想是一个 R-双模。
- 交换环 R 上任何模自然是一个双模。例如若 M 是一个左模，我们可以定义在右边的乘法与在左边的乘法一样（但不是所有 R-双模都是这样的）。
- 如果 M 是一个左 R-模，则 M 是一个 R-Z 双模，这里 Z 是整数环。类似地，右 R-模可理解为 Z-R 双模，事实上一个阿贝尔群可以视为一个 Z-Z 双模。
- 如果 R 是 S 的一个子环，则 S 是一个 R-双模。它也是一个 R-S 和 S-R 双模。

## 其他概念与事实
如果 M 与 N 是 R-S 双模，则一个映射 f : M → N 是一个双模同态如果它既是左 R-模同态也是右 S-模同态。
一个 R-S 双模事实上与环 {\displaystyle R\otimes _{\mathbb {Z} }S^{op}} 上一个左模是一回事，这里 Sop 是 S 的反环（将乘法给变顺序）。双模同态与左 {\displaystyle R\otimes _{\mathbb {Z} }S^{op}} 模同态一样。利用这些事实，许多关于模的定义与陈述可立即翻译为双模的定义与陈述。例如，所有 R-S 双模之范畴是阿贝尔的，标准同构定理对双模也成立。
但是在双模的世界中仍有某些新结果，特别是张量积：如果 M 是一个 R-S 双模而 N 是一个 S-T 双模，则 M 与 N 的张量积（在环 S上取）自然是一个 R-T 双模。这个双模的这个张量积是结合（相差惟一一个典范同构），从而我们可以构造一个范畴，其对象是环而态射是双模。进一步，如果 M 是一个 R-S 双模而 L 是一个 T-S 双模，则集合 HomS(M,L) of 所有从 M 到 L S-模同态成为一个自然的 T-R 双模。这些论述推广为导出函子 Ext 与 Tor。
副函子可以视为双模的一个范畴推广。
注意双模的概念与双代数完全无关。